# Bert Roesems
Bert Roesems (Halle, 14 ottobre 1972) è un ex ciclista su strada belga.
Professionista dal 1997 al 2009, era uno specialista delle prove a cronometro.

## Carriera
Dopo aver vinto il titolo di campione belga a cronometro nella categoria Under 23 nel 1996, è passato tra i professionisti l'anno seguente con la Vlaanderen 2002-Eddy Merckx. In carriera ha ottenuto successi soprattutto in piccole corse in territorio belga e francese.
Nel 2003 ha concluso al nono posto la prova a cronometro dei mondiali di Hamilton, suo miglior risultato in una corsa iridata. Dal 1997 al 2006 è salito per otto volte sul podio del campionato belga a cronometro élite: terzo nel 1997 e nel 2003, secondo nel 1999, nel 2001, nel 2002, nel 2005 e nel 2006, e primo nel 2004. Proprio nel 2004 ha trionfato anche nella Chrono des Herbiers, dopo il terzo posto nel 2002 e il secondo dell'anno prima, e nel Niedersachsen Rundfahrt, corsa tedesca.
Dal 2005 al 2008 ha vestito la divisa della Davitamon-Lotto, squadra UCI ProTour poi rinominata in Predictor e Silence; nel 2007 ha subito un grave infortunio alla Vuelta a España, rimediando la frattura del bacino dopo una violenta caduta. Per il 2009 si è trasferito tra le file della Cinelli-Down Under, team con licenza UCI Continental nel quale ha avuto come compagno per alcuni mesi Frank Vandenbroucke, morto nel novembre dello stesso anno.
Si è ritirato dall'attività al termine della stagione 2009, dopo aver ottenuto 25 vittorie tra i pro.

## Palmarès
- 1997 (Vlaanderen 2002-Eddy Merckx, una vittoria)

Classifica generale Wielerweekend Zeeuws-Vlaanderen
- 1998 (Vlaanderen 2002-Eddy Merckx, una vittoria)

Flèche Côtière
- 1999 (Tönissteiner-Landbouwkrediet, 4 vittorie)

2ª tappa OZ Wielerweekend
3ª tappa Circuit Franco-Belge
2ª tappa Tour de la Somme
Classifica generale Tour de la Somme
- 2000 (Tönissteiner-Landbouwkrediet, una vittoria)

Leuwse Pijl
- 2001 (Landbouwkrediet-Colnago, 3 vittorie)

Bruxelles-Ingooigem
3ª tappa Tour de la Somme
5ª tappa Tour de la Région Wallonne
- 2002 (Palmans-Collstrop, 2 vittorie)

Prologo Giro del Belgio
Prologo Giro di Svezia
- 2003 (Palmans-Collstrop, 3 vittorie)

3ª tappa Grand Prix Erik Breukink
Grand Prix de Denain
5ª tappa Międzynarodowy Wyścig Solidarności i Olimpijczyków
- 2004 (Relax-Bodysol, 5 vittorie)

3ª tappa Niedersachsen Rundfahrt
Classifica generale Niedersachsen Rundfahrt
4ª tappa Giro del Belgio
Campionato belga, Cronometro
Chrono des Herbiers
- 2005 (Davitamon-Lotto, una vittoria)

Bruxelles-Ingooigem
- 2006 (Davitamon-Lotto, una vittoria)

Nokere Koerse

## Piazzamenti

### Grandi Giri
- Giro d'Italia

2006: 123º
- Vuelta a España

2004: ritirato (12ª tappa)
2007: ritirato (7ª tappa)

### Classiche monumento
- Milano-Sanremo

2007: ritirato
- Giro delle Fiandre

1999: ritirato
2003: 84º
2004: 69º
2007: 39º
- Parigi-Roubaix

2003: 28º
2005: 41º
2006: 8º
2007: ritirato

### Competizioni mondiali
- Campionati del mondo

Lugano 1996 - Cronometro: 22º
Verona 1999 - Cronometro: 21º
Zolder 2002 - Cronometro: 13º
Hamilton 2003 - Cronometro: 9º
Verona 2004 - Cronometro: 13º
Madrid 2005 - Cronometro: 24º